# Adalbert van Pruisen (1811-1873)

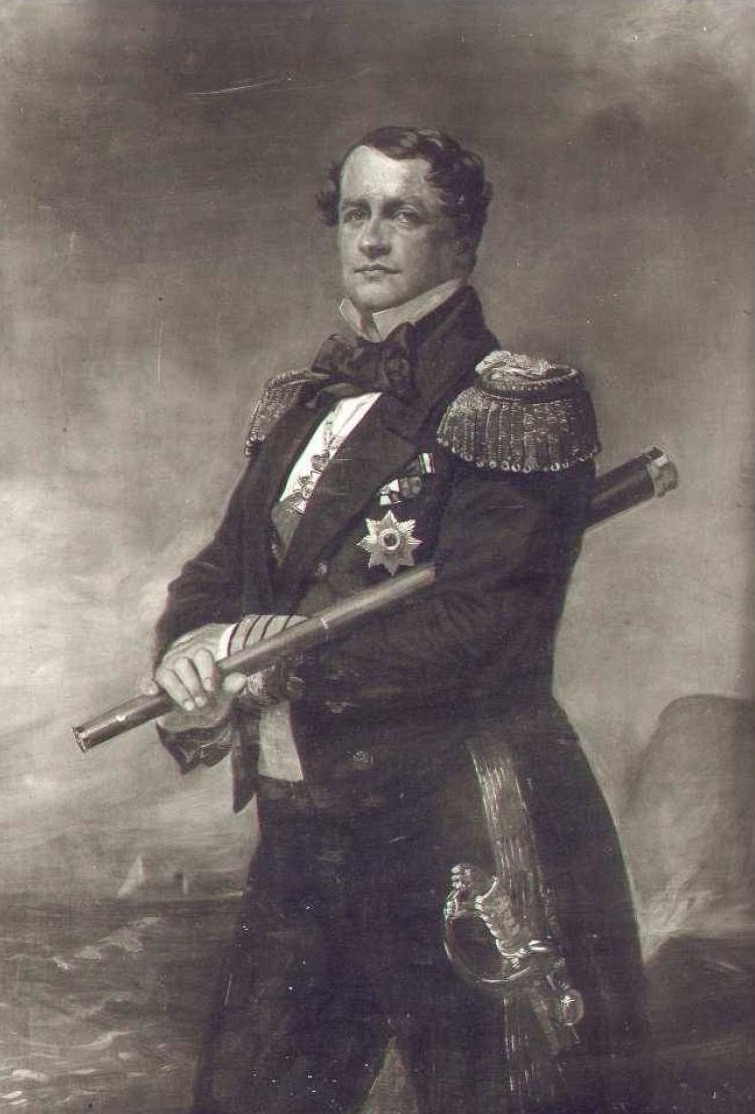
Prins Adalbert van Pruisen

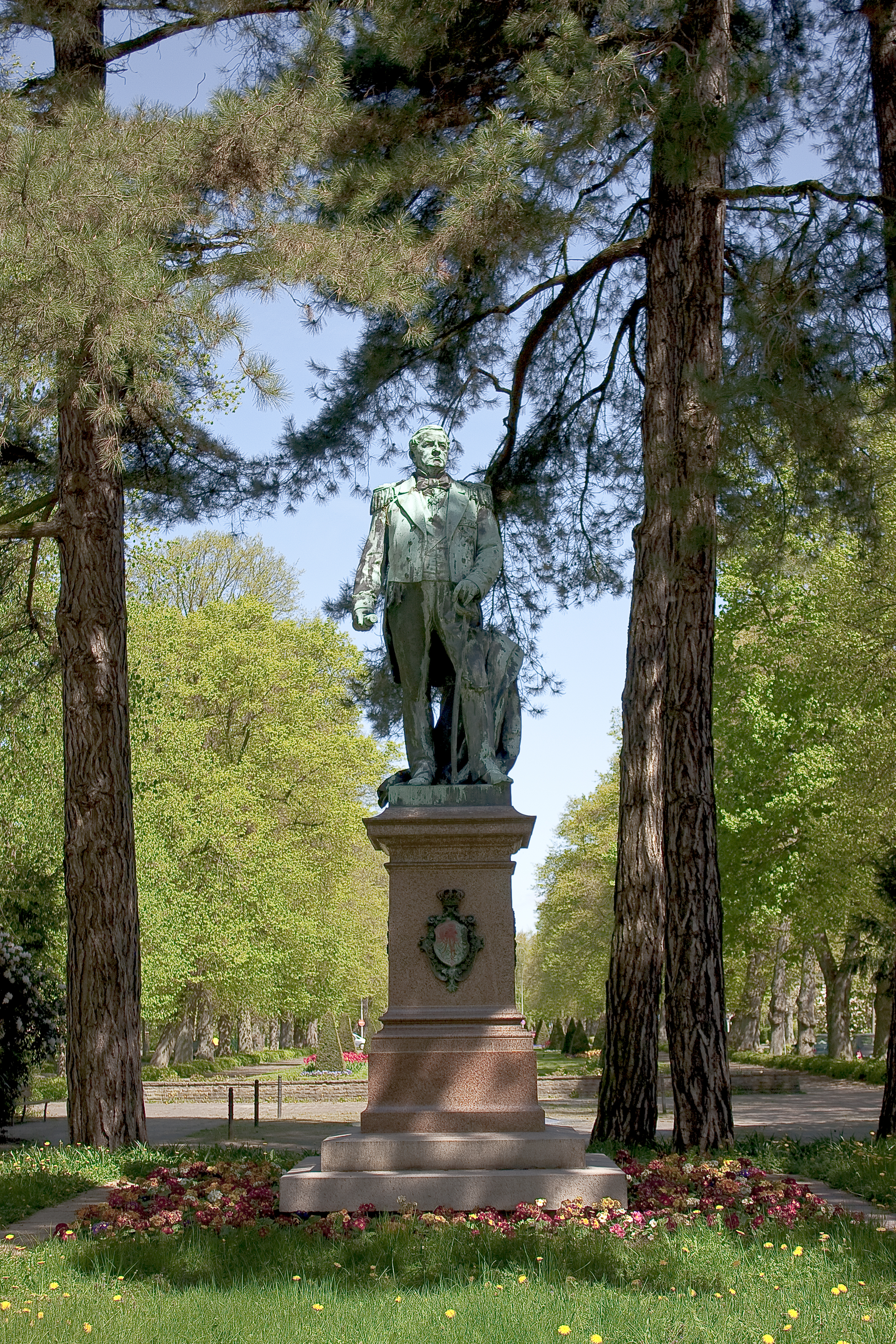
standbeeld Adelbert van Pruisen in Wilhelmshaven

Hendrik Willem Adalbert van Pruisen (Berlijn 29 oktober 1811 - Karlsbad, 6 juni 1873) was een Pruisische prins uit het Huis Hohenzollern.
Hij was de oudste zoon van prins Willem van Pruisen (een zoon van koning Frederik Willem II) en prinses Marianne van Hessen-Homburg. Adalbert had een tweelingbroer die slechts twee jaar oud werd.
Adalbert trad op jonge leeftijd toe tot de Pruisische krijgsmacht, waar hij diende bij de artillerie. Tussen 1826 en 1842 maakte hij verschillende buitenlandse reizen naar onder meer Nederland, Groot-Brittannië, Griekenland, Turkije, Rusland en Brazilië. Tijdens deze reizen ontwikkelde hij belangstelling voor de marine en voor de rol die de zeestrijdkrachten kunnen vervullen in het stimuleren van de buitenlandse handel. Tussen 1835 en 1836 schreef hij een plan voor de opbouw van een Pruisische vloot. Tijdens de eerste Duits-Deense Oorlog (1848 - 1851) zou blijken dat Pruisen - dat zich vooral op de landmacht had geconcentreerd - het op zee tegen de Denen moest afleggen.
In 1848 had Adalbert de leiding gekregen over de Marinecommissie die zich moest gaan bezighouden met de opbouw van een Reichsflotte (Rijksvloot). Dit leidde tot het Denkschrift über die Bildung einer deutschen Flotte, dat aan de basis zou liggen van de opbouw van de Pruisische en later keizerlijk-Duitse vloot.
Tijdens de Frans-Duitse Oorlog (1870-1871) had Adalbert als prins-admiraal het commando over de Noord-Duitse vloot. Na die oorlog trok hij zich uit het leger terug.
In 1850 was hij morganatisch getrouwd met de Oostenrijkse balletdanseres Therese Elßler, die door koning Frederik Willem IV als Freifrau von Barnim in de adelstand zou worden verheven. Met haar had hij al een zoon: Adalbert von Barnim, die in 1841 was geboren en die in 1860 stierf tijdens een expeditie op de Nijl.